# Hyperolius discodactylus
Hyperolius discodactylus es una especie de anfibios de la familia Hyperoliidae.
Habita en Burundi, República Democrática del Congo, Ruanda y Uganda.
Su hábitat natural incluye montanos secos y ríos.
Está amenazada de extinción por la pérdida de su hábitat natural.